# Harald Schmid
Harald Schmid (Alemania Occidental, 29 de septiembre de 1957) es un atleta alemán, especializado en la prueba de 400 m vallas en la que llegó a ser subcampeón del mundo en 1983.

## Carrera deportiva
En el Mundial de Helsinki 1983 ganó dos medallas de plata: en 400 metros con un tiempo de 48.61 segundos, llegando a la meta tras el estadounidense Edwin Moses y por delante del soviético Aleksandr Kharlov, y en relevos 4x400 metros, tras la Unión Soviética y por delante del Reino Unido.
Al año siguiente, en los JJ. OO. de Los Ángeles 1984 ganó el bronce en 400 m vallas, tras los estadounidenses Edwin Moses y Danny Harris.